# Comaldessus
Comaldessus is een geslacht van kevers uit de familie  waterroofkevers (Dytiscidae).
Het geslacht is voor het eerst wetenschappelijk beschreven in 1995 door Spangler & Barr.

## Soorten
Het geslacht omvat de volgende soort:
- Comaldessus stygius Spangler & Barr, 1995